# Krustenalterslücke
Als Krustenalterslücke wird in der Geologie der Zeitabschnitt 2450 bis 2200 Millionen Jahre Before Present bezeichnet, da während dieser 250 Millionen Jahre dauernden Periode in der Erdkruste fast keinerlei magmatische Gesteine mehr produziert wurden. Sie verlief zeitlich etwa parallel zur Großen Sauerstoffkatastrophe und zur Paläoproterozoischen Vereisung.

## Bezeichnung
Die Krustenalterslücke (engl. crustal age gap) wird in der Fachliteratur auch als magmatic age gap (Magmenalterslücke) oder als magmatic shutdown (Magmenstop) bezeichnet.

## Einführung

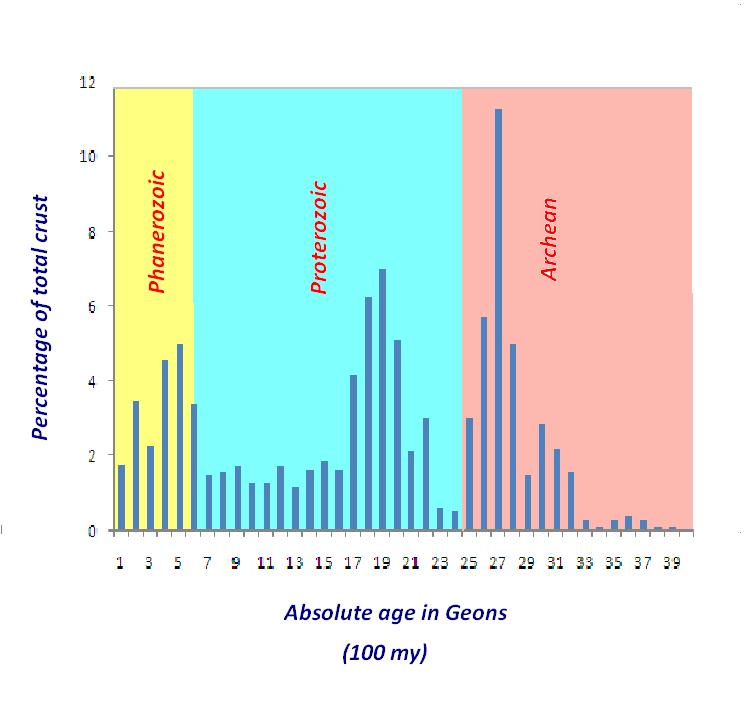
Deutliches Minimum der Krustenneubildungsalter im Zeitraum 2200 bis 2500 Millionen Jahren BP (Geon 23 und Geon 24), nach Condie (2006)

Eine schon früh konstatierte Lücke in der Verteilung radiometrischer Datierungen von Gesteinen zwischen dem ausgehenden Archaikum und dem Paläoproterozoikum blieb auch mit steigendem Stichprobenumfang bestehen. Die Krustenbildung seit dem Archaikum war also kein stetiger, linearer Anwachsprozess, sondern verlief unregelmäßig und episodisch. Deutliche Maxima konnten im Neoarchaikum bei 2700 Millionen Jahren BP und erneut am Ende des Paläoproterozoikums mit der Entstehung des Superkontinents Columbia um 1890 Millionen Jahre BP festgestellt werden. Wann genau die Plattentektonik eingesetzt hatte, bleibt weiterhin spekulativ. Aufgrund der Verbreitung archaischer Kratone steht jedoch fest, dass bereits damals ein effizienter Rezyklierungsmechanismus zu Gange war.

## Befunde
Bemerkenswert für die Krustenalterslücke des Paläoproterozoikums ist, dass sie sich nicht nur in den Zirkonaltern von Granitoiden widerspiegelt, sondern auch in detritischen (d. h. erodierten und anschließend sedimentär abgelagerten) Zirkonen und deren Altersverteilungen anzutreffen ist. In beiden Analysemethoden durchlaufen die Zirkonalter im Zeitraum 2450 bis 2200 Millionen Jahren BP ein weltweit (d. h. auf allen damaligen Kratonen) nachweisbares, ausgeprägtes Häufigkeits-Minimum. Folgende Gesteinsassoziationen waren von diesem Minimum betroffen:
- TTG-Granitoide und kalkalkalische Plutone der Inselbögen – fehlen
- Grünsteingürtel der Inselbögen – fehlen
- Komatiite – fehlen
- Magmatische Großprovinzen, engl. large igneous province (LIP)- fehlen im Zeitraum 2400 bis 2200 Millionen Jahre BP. Einzige Ausnahme ist ein Vorkommen im Süden Indiens (Dharwar-Kraton) um 2365 Millionen Jahre BP.[3] Um 2450 Millionen Jahren BP waren LIP noch gebildet worden.
- Bändererze – fehlen. Um 2450 Millionen Jahre BP war im Hammersley-Becken noch eine Rekordmenge an Bändererzen zur Ablagerung gekommen. Die Erzbildung setzte dann praktisch bis 1900 Millionen Jahre BP aus (zwischen 2200 und 1900 Millionen Jahren BP wurde nur sehr wenig an Eisenerz sedimentiert).[4]
- Orogene Goldvorkommen – erreichen zwischen 2300 und 2100 Millionen Jahren BP ein absolutes Minimum.[5]

### Diskordanzen
Neben stark verminderter bzw. fehlender Magmenproduktion zeichnet sich die Krustenalterslücke durch weltweit auftretende Diskordanzen aus:
- Pilbara-Kraton in Westaustralien –  von zirka 2450 bis 2100 Millionen Jahren BP
- Karelien – von 2500 bis 2400 Millionen Jahren BP
- Huronian Supergroup in Kanada – von 2475 bis 2350 Millionen Jahre BP
- Hurwitz Group in Kanada – von 2400 bis 2200 Millionen Jahre BP
- Transvaal Supergroup und Griqualand West Supergroup in Südafrika – von 2500 bis 2350 Millionen Jahre BP

Da unterhalb dieser überregionalen Diskordanzen teilweise Niveaus der mittleren Erdkruste aufgeschlossen wurden, kann von maximalen Erosionsmächtigkeiten im Bereich 10.000 bis 15.000 Metern ausgegangen werden.
Derartige Einebnungen implizieren einen bedeutenden Rückgang des globalen Meeresspiegels.

### Ausnahmen
Als Ausnahmen zum generellen Fehlen magmatischer Alter im Zeitraum 2450 bis 2200 Millionen Jahre BP mögen folgende Beispiele angeführt sein:
- Arrowsmith-Orogen im Westen Kanadas – entstand zwischen 2400 und 2300 Millionen Jahren BP[6]
- Borborema-Orogen im Osten Brasiliens – Entstehungsalter um 2350 Millionen Jahren BP[7]
- Harohalli-Gangschwarm in Südindien – datiert auf 2365 Millionen Jahre BP

Im Arrowsmith-Orogen als auch im Borborema-Orogen wurden aber nur geringe Mengen an neuer, juveniler Kruste gebildet und es wurden vorrangig ältere Krustenabschnitte neu amalgamiert.

## Erklärung
Ein derart langes Ausbleiben magmatischer Aktivitäten ist in der Erdgeschichte einmalig und kann nur durch eine grundlegende Störung des Konvektionssystems im Erdmantel erklärt werden, verursacht wahrscheinlich durch eine Beeinträchtigung aufsteigender Manteldiapire. Der Magmenstop dauerte immerhin gut 250 Millionen Jahre. Dieser sehr lange Zeitraum entspricht etwa dem Zyklus (Lebensdauer)  unserer gegenwärtigen ozeanischen Kruste, deren Maximalalter im Westpazifik 200 Millionen Jahre nicht übersteigt.
Messungen an Komatiiten ergaben, dass im Paläoproterozoikum geförderte Laven im Vergleich zum Archaikum wesentlich niedrigere Bildungstemperaturen aufweisen, erkennbar am MgO-Gehalt, der sich deutlich von über 30 % auf 22 % MgO verringert hatte. Dies lässt auf wesentlich niedrigere Temperaturen des Oberen Mantels rückschließen.
Die tieferen Manteltemperaturen und damit die zurückgegangene Spreizungstätigkeit an ozeanischen Rücken erklären ihrerseits das weltweit beobachtbare Absinken des Meeresspiegels während der Krustenalterslücke. Sehr wahrscheinlich hatte sich durch die Superkontinentbildung im Zeitraum 2700 bis 2500 Millionen Jahren BP überdurchschnittlich viel kalte, subduzierte, ozeanische Kruste angesammelt. Interessant in diesem Zusammenhang ist, dass unmittelbar nach Beendigung der Krustenalterslücke im Zeitraum 2200 bis 2000 Millionen Jahren BP das Zerbrechen des neugeschaffenen Superkontinents Superia (bzw. Kenorland) durch den regenerierten und kräftig einsetzenden Magmatismus in die Wege geleitet wurde.